# Dosulepin
Dosulepin (INN) ist ein Arzneistoff aus der Gruppe der trizyklischen Antidepressiva. Er wird als Gemisch des cis- und des trans-Isomers meist als Hydrochlorid eingesetzt.

## Pharmakologie

### Pharmakodynamik und Pharmakokinetik
Dosulepin entspricht in der Wirkung Doxepin. Es hemmt die Wiederaufnahme der Neurotransmitter Serotonin und Noradrenalin, daneben wirkt es auch als Antagonist am Histamin-H1- und Muskarinrezeptor. Es hat eine Bioverfügbarkeit von 30 % und eine Halbwertszeit von 20 h. Die Metabolisierung erfolgt über die Leber.

### Nebenwirkungen
Häufige Nebenwirkungen (<1 %) sind: Übelkeit, Kopfschmerzen, Obstipation, Mundtrockenheit, Schwitzen, Schwindel, Benommenheit, gastrointestinale Störungen, feinschlägiger Tremor. 
Bei Überdosierung ist Dosulepin toxischer als andere Trizyklika und führt vermehrt zu Krampfanfällen und Herzrhythmusstörungen.

## Indikationen
Dosulepin ist zur Behandlung von gehemmten Depressionen zugelassen. Off-Label wird es zur adjuvanten Therapie bei chronischen Schmerzen angewandt. Therapeutisch sinnvolle Dosen bewegen sich zwischen 75 und 150 mg täglich, stationär kann ggf. bis auf 300 mg erhöht werden. Bei Patienten mit Herz-Kreislauferkrankungen besteht eine relative Kontraindikation.

## Handelsnamen
Monopräparate
Idom (D; seit 2014 außer Handel), Prothiaden (in einigen europäischen Staaten)
Kombinationspräparate
- mit Diazepam: Harmomed (A) nicht mehr lieferbar (September 2016)[7]